# Agraptocorixa
Agraptocorixa is een geslacht van wantsen uit de familie van de Corixidae (Duikerwantsen). Het geslacht werd voor het eerst wetenschappelijk beschreven door Kirkaldy in 1898.

## Soorten
Het genus bevat de volgende soorten:

- Agraptocorixa dakarica Jaczewski, 1926
- Agraptocorixa eurynome (Kirkaldy, 1897)
- Agraptocorixa gambrei Lansbury, 1984
- Agraptocorixa gestroi Kirkaldy, 1898
- Agraptocorixa halei Hungerford, 1953
- Agraptocorixa hirtifrons (Hale, 1922)
- Agraptocorixa hyalinipennis (Fabricius, 1803)
- Agraptocorixa macrops Hungerford, 1953
- Agraptocorixa mangidyi Poisson, 1952
- Agraptocorixa parvipunctata (Hale, 1922)
- Agraptocorixa sacra Hutchinson, 1930
- Agraptocorixa stepaneki Hoberlandt, 1942
- Agraptocorixa swierstrai Hutchinson, 1929